# Litselbo, Nora
Litselbo är en by i Nora socken, Uppland, Heby kommun.
Litselbo omtalas i dokument första gången 1549 ("Littzleboda"). I äldsta jordeböckerna anges det som ett skattenybygge som verkar utgått från Öster Lakbäck, som man fram till laga skifte 1866 delade skog med. Det upptas senare som ett halvt mantal om 2 öresland jord. Förleden är det i mellansvenska dialekter vanliga lissel som betyder lilla.
Bland övrig bebyggelse i Litselbo ägor märks Eriksberg, som uppfördes av handlaren Per Erik Eriksson 1891 och Johanneslund som uppfördes 1898 och fick namn efter hustrun Johanna Ersdotter.